# Зейналов, Гаджибаба Мамед оглы
Гаджибаба Мамед оглы Зейналов (азерб. Hacıbaba Məmməd oğlu Zeynalov; 9 апреля 1906, Елизаветполь, Кавказское наместничество — 13 ноября 1969, Баку) — генерал-майор (1956), командир 402-й стрелковой дивизии, с 1957 по 1960 год — начальник Бакинского высшего общевойскового командного училища.

## Биография
Родился в 1906 году в Елизаветполе в бедной семье.

### Военная служба
8 октября 1923 года был призван в РККА и направлен курсантом в Азербайджанскую объединенную военную школу, по окончании которой с сентября 1926 года служил во 2-м Азербайджанском стрелковом полку Азербайджанской стрелковой дивизии ККА в г. Гянджа командиром стрелкового взвода, помощник квартирмейстера, начальником инженерной службы и начальником связи полка. Командиры дивизии Д. Нахичеванский и Г. Везиров высоко оценивали профессиональные навыки Зейналова. С мая 1936 по май 1939 года слушатель Военной академии РККА им. М. В. Фрунзе, затем был назначен старшим помощником начальника 1-го отделения оперативного отдела штаба Калининского военного округа. В ходе Советско-финляндской войны 1939—1940 гг. был откомандирован на Северо-Западный фронт, где воевал будучи в оперативном отделе 7-й армии (на Карельском перешейке). Указом ПВС СССР от 11 апреля 1940 года награжден орденом Красной Звезды. По окончании боевых действий в июле 1940 года назначен начальником 1-го отделения 1-го отдела штаба Прибалтийского военного округа, затем в декабре переведен начальником оперативного отделения штаба 126-й стрелковой дивизии. Накануне войны дивизия вошла в 11-ю армию и выдвинулась в район Прены, где занималась инженерным оборудованием укрепрайонов на новой границе (юго-западнее Калвария).

### Великая Отечественная война
В первый день войны находившиеся на границе части прикрытия дивизии попали под удар 39-го моторизованного корпуса противника и понесли тяжёлые потери, остатки были отброшены к Алитусу. Основные же силы дивизии переправились через р. Неман и взорвав мост отходили по маршруту Прены — Езно — Кроны — Румшишкис — Кяшайдорис — Кяшайдорис — Козяны — Козулино — Борковичи — Дерновичи — Бокачи — Рудня — Пустошка. В бою в районе Борковичи (северо-западнее Полоцка). В ходе боев на Западной Двине, Зейналов сформировал на побережье батальон из отставших и отбившихся от своих частей красноармейцев. Выполняя приказ командующего фронтом генерала Кузнецова, батальон форсировал реку ниже по течению захваченного немцами моста, в ночной атаке выбил их с занимаемых позиций и захватил мост. Отражая контратаки противника батальон уничтожил 6 танков и много живой силы врага. Подполковник Зейналов, проявив в бою исключительное мужество, лично заменил убитого пулеметчика и огнём пулемета сорвал атаку немцев во фланг батальона. 8 июля подполковник Зейналов был ранен и до ноября находился в госпитале.
После выздоровления был назначен начальником оперативного отдела штаба 47-й армии, которая в составе Закавказского (с 30 декабря — Кавказского) фронта выполняла задачи по прикрытию госграницы СССР с Ираном. В конце января 1942 г. армия была передислоцирована на Керченский полуостров и с 28 января вошла в состав Крымского фронта. С февраля по 23 апреля подполковник Зейналов исполнял обязанности начальника оперативного отдела и начальника штаба подвижной группы Крымского фронта, затем был назначен начальником штаба 396-й Азербайджанской стрелковой дивизии. После поражения войск фронта в Крыму в мае ее остатки вместе с армией были эвакуированы на Таманский полуостров, а подполковник Зейналов в июне назначен начальником штаба 416-й Азербайджанской стрелковой дивизии, формировавшейся в г. Уджары. В сентябре дивизия вошла в 44-ю армию Северной группы войск Закавказского фронта и была переброшена в район г. Хасав-Юрт. С 24 сентября ее части в составе 58-й армии занимали оборону по восточному берегу р. Сулак на участке Верхний Чири-Юрт — Акаталя — Эки-Булок и участвовали в Нальчикско-Орджоникидзевской оборонительной операции. В декабре 1942 г. — январе 1943 г. исполнял должность начальника штаба 402-й стрелковой дивизии, находившейся в резерве Закавказского фронта, затем назначен начальником отдела устройства оперативного тыла фронта. С августа Зейналов исполнял должность зам. начальника оперативного отдела штаба Закавказского фронта. 13 марта 1945 г. допущен к командованию 402-й стрелковой дивизией в г. Баку, которая выполняла задачу по прикрытию госграницы СССР с Ираном и в боевых действиях не участвовала.

### Послевоенное время
После войны продолжал командовать этой дивизией в Бакинском военном округе. С сентября 1945 по май 1946 г. находился в спец-командировке в Иране, а после возвращения был зачислен слушателем в Высшую военную академию им. К. Е. Ворошилова. В апреле 1948 г. окончил ее и был назначен начальником штаба 19-го стрелкового корпуса ЗакВО. В июне 1949 г. отстранен от должности и в сентябре назначен зам. командира 12-го горнострелкового корпуса. С августа 1951 г. командовал 216-й стрелковой дивизией, с декабря 1952 г. исполнял должность зам. командира 22-го стрелкового корпуса. В декабре 1956 г. генерал-майор Г. М. Зейналов назначен начальником Бакинского военного училища. В декабре 1960 г. переведен зам. начальника штаба 4-й армии ЗакВО. 30.6.1964 г. уволен в запас.
Депутат Верховного Совета Азербайджанской ССР (1955, 1959).
Похоронен в Аллее почётного захоронения.
Награжден орденом Ленина, 3 орденами Красного Знамени, орденом Красной Звезды, медалями.